# Daniel J. Callaghan
Pour les articles homonymes, voir Callaghan.
Daniel Judson Callaghan, né le 26 juillet 1890 à San Francisco et mort en mer dans les îles Salomon le 13 novembre 1942, est un officier général de la marine de guerre américaine.

## Biographie
Callaghan participe aux deux guerres mondiales du XXe siècle, à travers une carrière militaire de plus de 30 ans. Il est nommé en 1938 aide de camp du président Roosevelt pour la marine, mais il reprend du service actif dès l'entrée en guerre. Il est tué au combat à bord du croiseur USS San Francisco, au cours d'une action de surface contre les forces japonaises au large de l'île Savo, non loin de Guadalcanal, qui se termina en une victoire stratégique pour les Alliés. Il est décoré de la prestigieuse Medal of Honor à titre posthume pour son action lors de la bataille navale de Guadalcanal.

## Source de la traduction
- (en) Cet article est partiellement ou en totalité issu de l’article de Wikipédia en anglais intitulé « Daniel J. Callaghan » (voir la liste des auteurs).